# Иск
Искът от гледна точка на съдебния процес е предявена пред съда молба (обикновено писмена) да се разреши граждански спор с цел постановяване на определен правен въпрос.  С иска се поставя началото на исковия процес, определя се спорният предмет и страните в процеса. Например валидност на един договор, или същество на правни отношения и пр.

## Видове искове
Делението е според вида на търсената защита. При трите проявления има решаване на спора със силата на пресъдено нещо (СПН), което означава предварително съдено нещо – с нея се установява правното положение такова, каквото е.
- Установителен иск – при него решаването се ограничава до постановяване на определения в иска правен въпрос. С установителния иск се иска внасяне на яснота, определеност и безспорност в съществуването или не на едно право или правоотношение, което е оспорено.
- Осъдителен иск – има изпълнителна сила. С осъдителния иск ищеца иска от съда не само да установи едно право или правоотношение, но и да осъди ответника да изпълни съответното задължение. Характеризира се с изискуемост – право да се иска принудително удовлетворение.
- Конститутивен иск – освен постановяване се иска и правна промяна. Съдебното решение освен постановителен има и конститутивен характер – чрез него се създава, изменя, допуска и извършва едно правно действие, например делба.

Значение на иска в гражданския процес:
1. Поставя начало на исковия процес, като поражда процесуалното правоотношение.
2. Определя спорния предмет и чрез него кои са надлежните страни по делото.
3. Сочи вида на търсената защита, която определя естеството на самия иск (установителен, осъдителен или конститутивен).
4. Предопределя защитата, която може да иска и да получи ответникът по повод на иска- тя се състои винаги в сила на пресъдено нещо, с която се отрича претендираното от ищеца право или се потвърждава отричаното от него право.
5. Поддържа живота на исковия процес: висящността на процеса не може да надживее десезирането на съда, до което се стига при оттегляне, отказ от иска или съдебна спогодба.
6. Определя предмета на решението – то е отговор на иска; когато искът е основателен, той предопределя и съдържанието на решението; всеки иск съдържа проект за съдебното решение, което ищецът желае, но ще получи само, ако искът му е допустим и основателен.